# Városi kaszinó (Szolnok)

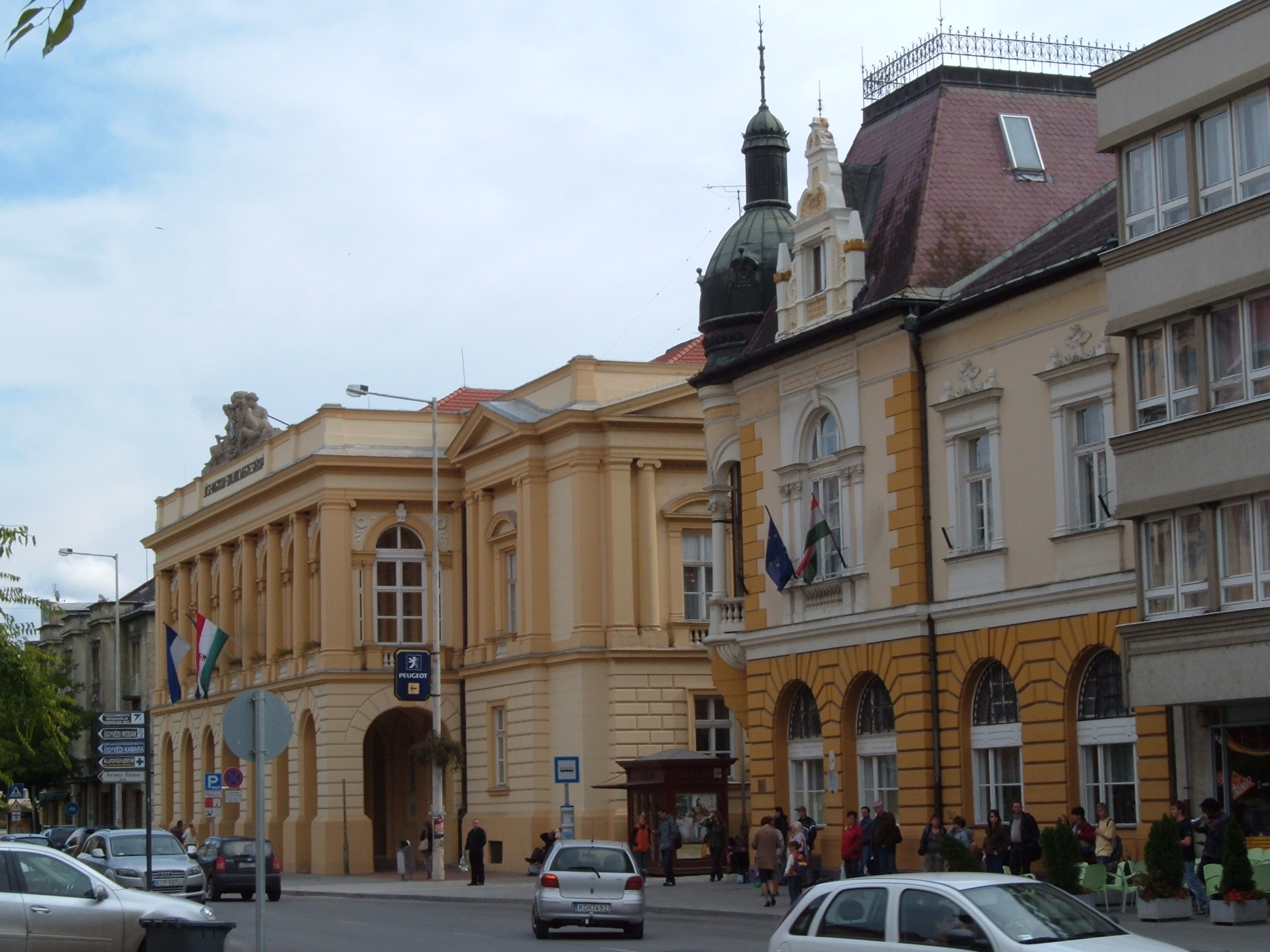
Előtérben a városi kaszinó, mellette balról a megyeháza épülete.

Városi kaszinó, (Szolnok),  Kossuth Lajos út 4.
Az egykori városi kaszinó, ma Tudomány és Technika háza 1896-ban épült, eklektikus stílusban.
A kaszinó a főutcán található, sarki L alakú egyemeletes, az eklektika stílusát jól őrző épület.
A sarokbejárat fölött jellegzetes kör alakú erkéllyel, kupolája rézborítású.
1985-ben teljes műemléki felújítást hajtottak végre, külseje maradt az eredeti állapotban, belső terén sem változtattak lényegében.
Előadó és konferencia, valamint kiállító termek találhatok benne. Padlásterében klubkönyvtár működik.

## Külső hivatkozás
- Technika Háza honlap[halott link]